# باد موجو
باد موجو (بالإنجليزية: Bad Mojo)، هي لعبة فيديو أمريكيةمن نوع مغامرات، وهي من تطوير بولس إنترتنمنت، ومن نشر أكليم إنترتينمينت، صدرت اللعبة في الأسواق سنة 1996، والتي تعمل على منصتي مايكروسوفت ويندوز وماكنتوش، وتم إعادة الإصدار سنة 2007، وموجودة على متجر ستيم الإلكتروني.